# Turritopsis nutricula
Turritopsis nutricula je nezmarovitý polypovec pocházející z Karibiku, ale šířící se po oceánech celého světa. V životním cyklu se střídá stadium polypa a medúzy (což je pro většinu žahavců typické). Je však jedinečná tím, že i ve stadiu pohlavní dospělosti (ve stavu dospělé medúzy) se dokáže náhle změnit zpět na stadium pohlavně nedospělého polypa. To by teoreticky mohlo pokračovat donekonečna, a proto je popisován tento druh jako „nesmrtelný“.